# Chemische verschuiving
Chemische verschuiving {\displaystyle \delta } (chemical shift) is een begrip uit de NMR of kernspinresonantie. Er wordt mee aangegeven hoever het signaal van een specifiek atoom verschoven is ten opzichte van dat van een referentieverbinding. De chemische verschuiving is onafhankelijk van de sterkte van het gebruikte magneetveld en wordt uitgedrukt in parts per million (ppm).

## Voorbeeld
Voor waterstof is tetramethylsilaan, Si(CH3)4, een gebruikelijke referentieverbinding. In een bepaald NMR-apparaat ontstaat het signaal voor de waterstofatomen in deze verbinding bij 120 MHz. Waterstofatomen in ethaan zullen dan een signaal geven bij 120.000.096 Hz. De chemische verschuiving wordt dan:
{\displaystyle \delta ={{(120.000.096-120.000.000)} \over {120.000.000}}={96 \over {120.000.000}}=0,8\times 10^{-6}=0,8\ ppm}
In een NMR-apparaat waarbij tetramethylsilaan een signaal geeft bij 600 MHz zal het signaal voor ethaan gevonden worden bij 600.000.480 Hz, dit is nog steeds 0,8 ppm van tetramethylsilaan verwijderd.